# Río Otún
Der Río Otún ein 69 km langer rechter Nebenfluss des Río Cauca in Zentral-Kolumbien.

## Flusslauf
Der Río Otún verläuft im Departamento de Risaralda. Er bildet den Abfluss des 3914 m hoch gelegenen Bergsees Laguna del Otún. Dieser befindet sich in der Kolumbianischen Zentralkordillere 15 km südwestlich des Vulkans Nevado del Ruiz. Der Río Otún fließt anfangs etwa 16 km nach Südwesten. Anschließend wendet er sich nach Nordwesten. Er durchquert den Ballungsraum von Pereira und trennt dabei Pereira von der nördlich gelegenen Stadt Dosquebradas. In Pereira überspannt das César-Gaviria-Trujillo-Viadukt, eine der größten Schrägseilbrücken Südamerikas, den Fluss. Der Río Otún mündet schließlich bei Estacíon Pereira in den nach Norden fließenden Río Cauca. 

## Allgemeines
Am Flusslauf liegen verschiedene Schutzgebiete wie der Nationalpark Los Nevados, das Faunen- und Floraschutzgebiet Otún Quimbaya und der Regionalpark Ucumarí. Der Fluss beherbergt zahlreiche Tier- und Pflanzenarten, darunter Enten, Fische, Reiher, Lippenbären, Affen und Otter. Weiterhin bildet der Río Otún einen Biodiversitätskorridor und die einzige Trinkwasserquelle für die Stadt Pereira.
Das örtliche Wasserunternehmen entnimmt dem Fluss an dem Standort Nuevo Libaré etwa 1,8 Kubikmeter pro Sekunde. Die landwirtschaftliche Entwicklung in dieser Region hat sich auf die Qualität des Flusswassers ausgewirkt, wobei Schweine- und Hühnerfarmen sowie menschliche Abwässer die Hauptquellen bakteriologischer Kontamination darstellen.

## Geschichte
Zu Beginn des 20. Jahrhunderts wurden an den Ufern des Río Otún die sogenannten „Otún-Vögel“ oder „Quimbaya-Artefakte“ gefunden, die zur Quimbaya-Kultur gehören. Zum ersten Mal in Kolumbien entdeckte man Goldobjekte mit dem Aussehen von Vögeln. Jahre später wurden weitere dieser Goldornamente in zoomorpher Form gefunden, jedoch in anderen Gebieten Kolumbiens. Nicht nur die Qualität des Goldes, sondern auch die Ähnlichkeit dieser Artefakte mit modernen Flugzeugen, bzw. Kriegsflugzeugen bleibt für Wissenschaftler immer noch ein wahres Rätsel. Einige Experten haben gefolgert, dass diese Objekte aus der Tolima-Kultur aufgrund des Handels zwischen Kulturen oder als Kriegsbeute bei Zusammenstößen zwischen benachbarten Kulturen in dieses Gebiet gelangten. Leider haben viele dieser Ooparts (Out-of-Place-Artefakt: "Gegenstände aus ihrer Zeit") das Land illegal verlassen. Da es einen sehr gierigen Schwarzmarkt gibt, gehen sie immer wieder an Sammlern aus aller Welt.

## Ergänzung
- Nationalpark Los Nevados (Parque Nacional Natural Los Nevados)